# Badagri
Badagri to miasto w Nigerii, w stanie Lagos. Port morski nad Zatoką Gwinejską. Miasto powstało na początku XVIII stulecia jako dogodny port dla wywozu niewolników do obu Ameryk. Gdy w XIX wieku zakazano handlu niewolnikami miasto utraciło na znaczeniu, ale stało się za to siedzibą misji chrześcijańskich. W 1863 zajęte przez Brytyjczyków.